# Serie B 2001-2002 (calcio femminile)
L'edizione 2001-2002 è stata la trentaduesima edizione del campionato di Serie B femminile italiana di calcio.

## Stagione

### Novità
L'Attilia Nuoro, il Vittorio Veneto e il Campobasso sono stati riammessi in Serie B a completamento organici. Il G.E.A.S. e il Pisa hanno rinunciato alla Serie A per iscriversi in Serie B.
Variazioni prima dell'inizio del campionato:
cambi di denominazione:
- da "A.C.F. Aquile Palermo" ad "A.C.F. Palermo" di Palermo,
- da "Pol. Autoscuola Puccio Torretta" a "Pol. Autoscuola Puccio Palermo" di Palermo,
- da "A.S. Campagna" a "A.S. Graphistudio Campagna" di Campagna di Maniago,
- da "U.S. Oratorio S. Giovanni Bosco" a "A.C.F. Bergamo R" di Bergamo,
- da "A.S. Progetto Sociale" a "A.S. Napoli Calcio Femminile" di Napoli,
- da "A.C.F. Salernitana Montelladomus" a "A.C. Salernitana Femminile" di Salerno,
- da "A.C.F. Sporting Sorrento" a "A.C.F. Sporting Casalnuovo" di Casalnuovo,
- da "U.S. A.R.C.I. Varazze" a "C.F. Varazze" di Varazze,
- da "Vicenza C.F. Serenissima Asca" a "Vicenza Calcio Femminile" di Vicenza.

fusioni:
- "A.S. Lucca Sette" e "A.C.F. Lucca", entrambe di Lucca, hanno dato origine all'"A.F.C. Lucca 7" di Lucca,
- "F.C. Segratese" e "A.C.F. Sporting Segrate 92", entrambe di Segrate, hanno dato origine all'"F.C. Segratese" di Segrate.

Le seguenti società aventi diritto a disputare la Serie B hanno rinunciato, chiedendo l'iscrizione alla Serie C regionale:
- "A.S. Serramezzana",
- "S.S.C. Venus",
- "A.S. Mazzonetto" di Gemona del Friuli,
- "U.S. Tiferno Castello" di Città di Castello,
- "A.S. Lux Chieti" di Chieti,
- "A.C.F. Valtanagro" (Basilicata).

La "Union Altavilla Tavarnelle C.F." ha richiesto la dichiarazione di inattività per il solo settore femminile.

### Formula
Vi hanno partecipato 55 squadre divise in quattro gironi. Il regolamento prevede che la prima classificata di ciascun girone venga ammessa agli spareggi tra le prime classificate per assegnare due promozioni in Serie A. Le perdenti gli spareggi per la Serie A vengono promosse in Serie A2, assieme alla seconda e alla terza classificata di ciascun girone. L'ultima classificata di ciascun girone venga retrocessa nel rispettivo campionato regionale di Serie C.

## Girone A

### Squadre partecipanti
| Club                           | Città              | Stagione 2000-2001                         |
| ------------------------------ | ------------------ | ------------------------------------------ |
| A.C. Albenga Cisano            | Albenga            | in Serie C Liguria                         |
| A.S. Attilia Nuoro             | Nuoro              | 9º posto in Serie B/A                      |
| A.C.F. Aurora 72               | Mombretto          | 2º posto in Serie B/A                      |
| A.C.F. Bergamo R               | Bergamo            | 1º posto in Serie C Lombardia              |
| A.C.F. Biellese                | Biella             | 6º posto in Serie B/A                      |
| A.C.F. Football Cagliari       | Cagliari           | 8º posto in Serie B/A                      |
| G.E.A.S. C.F.                  | Sesto San Giovanni | 12º posto in Serie A                       |
| F.C. Femminile Juventus C.V.A. | Torino             | 1º posto in Serie C Piemonte-Valle d'Aosta |
| U.R.S. La Chivasso             | Chivasso           | 3º posto in Serie B/A                      |
| C.F. Sarzana 2000              | Sarzana            | 14º posto in Serie A                       |
| F.C. Segratese                 | Segrate            | 4º posto in Serie B/A                      |
| A.C.F. Tradate Abbiate         | Tradate            | 16º posto in Serie A                       |
| S.S. Vallassinese              | Asso               | 7º posto in Serie B/A                      |
| C.F. Varazze                   | Varazze            | 8º posto in Serie B/C                      |

### Classifica finale
|  | Pos. | Squadra           | Pt | G  | V  | N | P  | GF | GS | DR  |
|  | ---- | ----------------- | -- | -- | -- | - | -- | -- | -- | --- |
|  | 1.   | Bergamo R         | 74 | 26 | 24 | 2 | 0  | 82 | 10 | +72 |
|  | 2.   | Vallassinese      | 61 | 26 | 19 | 4 | 3  | 54 | 17 | +37 |
|  | 3.   | Tradate Abbiate   | 60 | 26 | 19 | 3 | 4  | 83 | 20 | +63 |
|  | 4.   | Segratese         | 54 | 26 | 16 | 6 | 4  | 58 | 23 | +35 |
|  | 5.   | Varazze           | 49 | 26 | 15 | 4 | 7  | 56 | 20 | +36 |
|  | 5.   | La Chivasso       | 49 | 26 | 15 | 4 | 7  | 51 | 39 | +12 |
|  | 7.   | Albenga Cisano    | 28 | 26 | 8  | 4 | 14 | 33 | 61 | -28 |
|  | 8.   | Sarzana 2000      | 26 | 26 | 7  | 5 | 14 | 28 | 47 | -19 |
|  | 8.   | Juventus C.V.A.   | 26 | 26 | 7  | 5 | 14 | 27 | 50 | -23 |
|  | 10.  | Aurora 72         | 25 | 26 | 8  | 1 | 17 | 34 | 68 | -34 |
|  | 11.  | Biellese          | 22 | 26 | 6  | 4 | 16 | 26 | 49 | -23 |
|  | 12.  | Football Cagliari | 18 | 26 | 4  | 6 | 16 | 20 | 48 | -28 |
|  | 13.  | G.E.A.S.          | 16 | 26 | 4  | 4 | 18 | 26 | 69 | -43 |
|  | 14.  | Attilia Nuoro     | 10 | 26 | 2  | 4 | 20 | 14 | 71 | -57 |

Legenda:
      Ammessa agli spareggi per la promozione in Serie A
      Promossa in Serie A2
      Retrocessa in Serie C
Note:
Tre punti a vittoria, uno a pareggio, zero a sconfitta.
La Juventus C.V.A. ha successivamente rinunciato alla Serie B 2002-2003 per iscriversi in Serie C piemontese.

## Girone B

### Squadre partecipanti
| Club                       | Città                | Stagione 2000-2001                        |
| -------------------------- | -------------------- | ----------------------------------------- |
| C.F. Belluno               | Belluno              | 6º posto in Serie B/B                     |
| G.S. C.F. Caprera          | La Maddalena         | in Serie C Sardegna                       |
| Calcio Chiasiellis         | Chiasiellis          | 5º posto in Serie B/B                     |
| Gordige Calcio Ragazze     | Cavarzere            | 3º posto in Serie B/B                     |
| A.S. Graphistudio Campagna | Maniago              | 2º posto in Serie C Friuli-Venezia Giulia |
| A.C.F. Libertas Pasiano    | Pasiano di Pordenone | 4º posto in Serie B/B                     |
| C.F.R. Mantova             | Mantova              | 4º posto in Serie B/C                     |
| U.S. Piossasco             | Piossasco            | in Serie C Piemonte-Valle d'Aosta         |
| A.C. Romagnano             | Romagnano Sesia      | in Serie C Piemonte-Valle d'Aosta         |
| Tenelo Club Rivignano      | Rivignano            | 7º posto in Serie B/B                     |
| A.C.F. Trento              | Trento               | 1º posto in Serie C Trentino-Alto Adige   |
| A.C.F. VeneziaJesolo       | Jesolo               | 2º posto in Serie B/B                     |
| Vicenza C.F.               | Vicenza              | in Serie C Veneto                         |
| U.S.C.F. Vittorio Veneto   | Vittorio Veneto      | 9º posto in Serie B/B                     |

### Classifica finale
|  | Pos. | Squadra               | Pt | G  | V  | N  | P  | GF | GS | DR  |
|  | ---- | --------------------- | -- | -- | -- | -- | -- | -- | -- | --- |
|  | 1.   | Mantova               | 63 | 26 | 20 | 3  | 3  | 64 | 15 | +49 |
|  | 2.   | VeneziaJesolo         | 60 | 26 | 18 | 6  | 2  | 52 | 14 | +38 |
|  | 3.   | Gordige               | 50 | 26 | 14 | 8  | 4  | 47 | 28 | +19 |
|  | 4.   | Vicenza               | 49 | 26 | 15 | 4  | 7  | 54 | 27 | +27 |
|  | 5.   | Trento                | 41 | 26 | 12 | 5  | 9  | 55 | 51 | +4  |
|  | 6.   | Libertas Pasiano      | 40 | 26 | 11 | 7  | 8  | 35 | 27 | +8  |
|  | 7.   | Tenelo Club Rivignano | 36 | 26 | 10 | 6  | 10 | 41 | 32 | +9  |
|  | 7.   | Piossasco             | 36 | 26 | 11 | 3  | 12 | 34 | 40 | -6  |
|  | 9.   | Chiasiellis           | 34 | 26 | 8  | 10 | 8  | 25 | 27 | -2  |
|  | 10.  | Vittorio Veneto       | 33 | 26 | 9  | 6  | 11 | 41 | 32 | +9  |
|  | 11.  | Belluno               | 21 | 26 | 4  | 9  | 13 | 23 | 45 | -22 |
|  | 11.  | Caprera               | 21 | 26 | 5  | 6  | 15 | 31 | 66 | -35 |
|  | 13.  | Romagnano             | 15 | 26 | 3  | 6  | 17 | 24 | 51 | -27 |
|  | 14.  | Graph. Campagna       | 5  | 26 | 0  | 5  | 21 | 7  | 78 | -71 |

Legenda:
      Ammessa agli spareggi per la promozione in Serie A
      Promossa in Serie A2
      Retrocessa in Serie C
Note:
Tre punti a vittoria, uno a pareggio, zero a sconfitta.
Il Gordige ha successivamente rinunciato alla promozione in Serie A2 2002-2003 per iscriversi in Serie B.

## Girone C

### Squadre partecipanti
| Club                       | Città                | Stagione 2000-2001          |
| -------------------------- | -------------------- | --------------------------- |
| Pol. Carbonia 2000         | Carbonia             | in Serie C Sardegna         |
| A.C.F. Firenze             | Firenze              | 3º posto in Serie C Toscana |
| Grifo C.F. Perugia         | Perugia              | 1º posto in Serie B/C       |
| S.S. Ideal Club Incisa     | Incisa in Val d'Arno | 9º posto in Serie B/C       |
| A.F.C. Lucca 7             | Lucca                | 7º posto in Serie B/C       |
| S.S. Olbia C.F.            | Olbia                | 5º posto in Serie B/A       |
| Polivalente Olimpia        | Vignola              | in Serie C Emilia-Romagna   |
| Packcenter A.C.F. Imolese  | Imola                | 2º posto in Serie B/C       |
| Pisa S.C.F.                | Pisa                 | 9º posto in Serie A         |
| U.S. Ponte a Greve         | Firenze              | in Serie C Toscana          |
| A.C.F. Porto Sant'Elpidio  | Porto Sant'Elpidio   | in Serie C Marche           |
| A.C. Reggiana Femminile    | Reggio Emilia        | 6º posto in Serie B/C       |
| G.S. Roma C.F.             | Roma                 | 1º posto in Serie C Lazio   |
| U.S. Vigor Senigallia C.F. | Senigallia           | 5º posto in Serie B/C       |

### Classifica finale
|  | Pos. | Squadra             | Pt | G  | V  | N | P  | GF | GS  | DR   |
|  | ---- | ------------------- | -- | -- | -- | - | -- | -- | --- | ---- |
|  | 1.   | Lucca 7             | 59 | 26 | 19 | 2 | 5  | 69 | 19  | +50  |
|  | 2.   | Olbia               | 54 | 26 | 17 | 3 | 6  | 78 | 33  | +45  |
|  | 3.   | Reggiana            | 54 | 26 | 16 | 6 | 4  | 77 | 28  | +49  |
|  | 4.   | Packcenter Imolese  | 54 | 26 | 17 | 3 | 6  | 63 | 30  | +33  |
|  | 5.   | Vigor Senigallia    | 51 | 26 | 15 | 6 | 5  | 64 | 31  | +33  |
|  | 6.   | Firenze             | 43 | 26 | 12 | 7 | 7  | 55 | 42  | +13  |
|  | 7.   | Grifo Perugia       | 39 | 26 | 11 | 6 | 9  | 43 | 35  | +8   |
|  | 8.   | Polivalente Olimpia | 35 | 26 | 10 | 5 | 11 | 42 | 37  | +5   |
|  | 9.   | Ideal Club Incisa   | 33 | 26 | 10 | 3 | 13 | 41 | 59  | -18  |
|  | 10.  | Ponte a Greve       | 30 | 26 | 8  | 6 | 12 | 46 | 46  | 0    |
|  | 11.  | Carbonia 2000       | 29 | 26 | 8  | 5 | 13 | 38 | 63  | -25  |
|  | 12.  | Roma CF             | 24 | 26 | 7  | 3 | 16 | 31 | 53  | -22  |
|  | 13.  | Porto Sant'Elpidio  | 8  | 26 | 2  | 2 | 22 | 34 | 96  | -62  |
|  | 14.  | Pisa (-2)           | 2  | 26 | 1  | 1 | 22 | 20 | 129 | -109 |

Legenda:
      Ammessa agli spareggi per la promozione in Serie A
      Promossa in Serie A2
      Retrocessa in Serie C
Note:
Tre punti a vittoria, uno a pareggio, zero a sconfitta.
Il Pisa ha scontato 2 punti di penalizzazione.
Il Packcenter Imolese e la Vigor Senigallia sono stati successivamente ammessi in Serie A2 2002-2003.

### Spareggio promozione in serie A2
|                    | Risultati |          | Luogo e data            |
| ------------------ | --------- | -------- | ----------------------- |
| Packcenter Imolese | 1 - 2     | Reggiana | Vignola, 19 maggio 2002 |
|                    |           |          |                         |

## Girone D

### Squadre partecipanti
| Club                             | Città                | Stagione 2000-2001     |
| -------------------------------- | -------------------- | ---------------------- |
| G.S. Atletico Agrigento          | Agrigento            | in Serie C Sicilia     |
| Pol. Autoscuola Puccio Palermo   | Palermo              | 6º posto in Serie B/D  |
| A.C. Femminile Campobasso        | Campobasso           | 10º posto in Serie B/D |
| CUS Cosenza C.F.                 | Cosenza              | 4º posto in Serie B/D  |
| A.C.F. International Taranto     | Taranto              | in Serie C Puglia      |
| A.C. Isernia Donna               | Isernia              | in Serie C             |
| Pol. Libertas Aquile Cammaratese | Cammarata            | 2º posto in Serie B/D  |
| A.S. Napoli C.F.                 | Napoli               | in Serie C Campania    |
| A.C.F. Palermo                   | Palermo              | 15º posto in Serie A   |
| Pol. Pro Reggina 97              | Reggio Calabria      | in Serie C Calabria    |
| A.C. Salernitana Femminile       | Salerno              | 5º posto in Serie B/D  |
| A.C.F. Sporting Casalnuovo       | Casalnuovo di Napoli | 3º posto in Serie B/D  |
| A.S. C.F. Trapani                | Trapani              | in Serie C Sicilia     |

### Classifica finale
|  | Pos. | Squadra                     | Pt | G  | V  | N | P  | GF  | GS  | DR  |
|  | ---- | --------------------------- | -- | -- | -- | - | -- | --- | --- | --- |
|  | 1.   | Isernia Donna               | 65 | 24 | 21 | 2 | 1  | 103 | 8   | +95 |
|  | 2.   | Palermo                     | 61 | 24 | 20 | 1 | 3  | 76  | 21  | +55 |
|  | 3.   | Sporting Casalnuovo         | 57 | 24 | 19 | 0 | 5  | 74  | 20  | +54 |
|  | 4.   | Autoscuola Puccio Palermo   | 47 | 24 | 14 | 5 | 5  | 50  | 18  | +32 |
|  | 5.   | Salernitana                 | 42 | 24 | 13 | 3 | 8  | 56  | 45  | +11 |
|  | 6.   | CUS Cosenza                 | 41 | 24 | 12 | 5 | 7  | 60  | 40  | +20 |
|  | 7.   | Pro Reggina 97              | 40 | 24 | 13 | 1 | 10 | 46  | 48  | -2  |
|  | 8.   | Campobasso                  | 27 | 24 | 8  | 3 | 13 | 43  | 58  | -15 |
|  | 9.   | Libertas Aquile Cammaratese | 22 | 24 | 6  | 4 | 14 | 37  | 57  | -20 |
|  | 10.  | Atletico Agrigento          | 20 | 24 | 6  | 2 | 16 | 36  | 63  | -27 |
|  | 11.  | Napoli                      | 13 | 24 | 3  | 4 | 17 | 27  | 59  | -32 |
|  | 11.  | International Taranto       | 13 | 24 | 4  | 1 | 19 | 32  | 105 | -73 |
|  | 13.  | Trapani                     | 4  | 24 | 1  | 1 | 22 | 12  | 110 | -98 |

Legenda:
      Ammessa agli spareggi per la promozione in Serie A
      Promossa in Serie A2
      Retrocessa in Serie C
Note:
Tre punti a vittoria, uno a pareggio, zero a sconfitta.
Il Libertas Aquile Cammaratese e l'Atletico Agrigento hanno successivamente rinunciato alla Serie B 2002-2003 per iscriversi in Serie C Sicilia.

## Play-off promozione
Tutte le gare sono state disputate in campo neutro. Il Bergamo R e il Lucca 7 hanno vinto gli spareggi e sono stati promossi in Serie A, mentre il Mantova e l'Isernia Donna sono stati promossi in Serie A2.
|           | Risultati |               | Luogo e data          |
| --------- | --------- | ------------- | --------------------- |
| Bergamo R | 4 - 0     | Mantova       | Monza, 19 maggio 2002 |
| Lucca 7   | 3 - 1     | Isernia Donna | Roma, 19 maggio 2002  |
|           |           |               |                       |

## Verdetti finali
- Bergamo R e Lucca 7 sono state promosse in Serie A.
- Mantova, Vallassinese, Tradate Abbiate, VeneziaJesolo, Gordige, Olbia, Reggiana, Isernia Donna, Palermo e Sporting Casalnuovo sono state promosse in Serie A2.
- Attilia Nuoro, Graphistudio Campagna, Pisa e Trapani sono state retrocesse nei rispettivi campionati regionali di Serie C.